# Seán Doherty (Politiker, Mayo)
Seán Doherty (* 9. Juli 1928; † 17. März 1985) war ein irischer Politiker der Fianna Fáil. Von 1957 bis 1961 war er Teachta Dála (Abgeordneter) im Dáil Éireann, dem irischen Unterhaus des Oireachtas.

## Biografie
Doherty, von dessen Leben kaum Quellen vorhanden sind, wurde bei den 1957 im Wahlkreis Mayo North gewählt. Zu den Wahlen 1961 trat er dann nicht mehr an.